# Philornis sabroskyi
Philornis sabroskyi är en tvåvingeart som beskrevs av Albuquerque 1957. Philornis sabroskyi ingår i släktet Philornis och familjen husflugor. Inga underarter finns listade i Catalogue of Life.